# Marius Fabre
Marius Fabre (Marseille, 18 april 1890 - Parijs, 16 maart 1945) is een Frans dammer die in 1926 en 1931 wereldkampioen werd. Daarvoor was hij kampioen van Frankrijk. Hij won deze titel voor het eerst in 1921.
In 1926 won hij voor het eerst de wereldtitel door in Parijs zijn landgenoot Stanislas Bizot in een match te verslaan met een score van 12-8. Nadat hij de titel verloor in 1928 aan de Nederlander Ben Springer won hij deze in 1931 terug door het wereldkampioenschap, dat dat jaar als toernooi werd gehouden, in Parijs te winnen. De titel prolongeerde hij in 1932 door Maurice Raichenbach in een match te verslaan met een score van 11-9. Hij speelde in 1933 wederom een match tegen Raichenbach, maar verloor de titel toen met 9-11.
Naar Marius Fabre is ook een slagzet genoemd, de Coup Fabre.

## Titels
- Wereldkampioen dammen: 1926-1928, 1931-1933
- Frans kampioen dammen: 1921